# Xã Bedford, Quận Taylor, Iowa
Xã Bedford (tiếng Anh: Bedford Township) là một xã thuộc quận Taylor, tiểu bang Iowa, Hoa Kỳ. Năm 2010, dân số của xã này là 1.517 người.